# Sarotherodon galilaeus
Espèce
Sarotherodon galilaeus est une espèce de poissons Perciformes  qui appartient à la famille des Cichlidae.

## Liste des sous-espèces
Selon FishBase :
- Sarotherodon galilaeus  (Linnaeus, 1758)
  - Sarotherodon galilaeus borkuanus  (Pellegrin, 1919)
  - Sarotherodon galilaeus boulengeri  (Pellegrin, 1903)
  - Sarotherodon galilaeus galilaeus  (Linnaeus, 1758)
  - Sarotherodon galilaeus multifasciatus  (Günther, 1903)
  - Sarotherodon galilaeus sanagaensis  (Thys van den Audenaerde, 1966)